# Пем Бонді
Памела Джо Бонді (англ. Pamela Jo Bondi; нар. 17 листопада 1965, Тампа, Флорида, США) — американський адвокат, лобіст і політик. Генеральний прокурор США. Член Республіканської партії, обіймала посаду генерального прокурора Флориди у 2011—2019 роках, стала першою жінкою, обраною на цю посаду. 
2020 році була одним із адвокатів президента Дональда Трампа під час його першого судового процесу щодо імпічменту. До 2024 року очолювала юридичний відділ America First Policy Institute, який підтримував Трампа. 21 листопада 2024 року обраний президент Трамп оголосив, що її висунуть на посаду генерального прокурора США після того, як попередній кандидат Метт Ґейц зняв свою кандидатуру.

## Молодість й освіта
Її рідне місто — Темпл-Террас, Флорида. Її батько, Джозеф Бонді, був членом міської ради, а потім мером Темпл-Террас. Школу закінчила у Тампі.
1987 року здобула ступінь бакалавра мистецтв зі спеціалізацією у кримінальному судочинстві в Університеті Флориди та 1990 року ступінь доктора права в Коледжі права Стетсонського університету. У студентські роки була членом жіночого товариства Delta Delta Delta. 24 червня 1991 року прийнята до колегії адвокатів Флориди.

## Початок кар'єри
Працювала прокурором та прессекретаркою в окрузі Гіллсборо, штат Флорида, де була помічником прокурора штату. Залишила цю посаду, щоб претендувати на посаду генерального прокурора Флориди. Була гостею в «Країні Скарборо» з Джо Скарборо та в інших кабельних новинах на MSNBC, а також працювала запрошеною ведучою на Fox News.
2006 року переслідувала у судовому порядку колишнього гравця МЛБ Двайта Гудена за порушення умов випробувального терміну та зловживання наркотиками. 2007 року працювала над справою обвинувачених у смерті підлітка Мартіна Андерсона.

## Генеральний прокурор Флориди

### Вибори
Балотувалася на посаду генерального прокурора Флориди на виборах 2010 року, разом з колишніми представниками штату Голлі Бенсон і віцегубернатором Джеффом Котткампом на передвиборах від Республіканської партії. У цій боротьбі отримала підтримку колишнього губернатора Аляски Сари Пейлін. «Палм-Біч пост» пояснив збільшення її підтримки на передвиборах її вправною роботою зі ЗМІ, зокрема регулярними появами на Fox News і публічним зв'язком з Шоном Ганніті.
Опитування, проведене Мейсон Діксон у серпні 2010 року, показало, що на передвиборах вона лідирувала як у Бенсон, так і у Котткампа. Зрештою вона перемогла на передвиборах, набравши 37,89 % голосів. На загальних виборах її конкурентом від Демократичної партії був колишній прокурор Ден Гелбер, який 10 років працював у законодавчому зібранні штату. Але їй вдалося обійти Гелбер і Бонді стала першою жінкою-генеральним прокурором штату.
Переобрана у листопаді 2014 року, отримавши 55 % голосів. Її конкурент від Демократичної партії Джордж Шелдон, колишній виконувач обов'язків комісара Управління у справах дітей та сім'ї, отримав 42 %.

### На посаді
Була головним генеральним прокурором у невдалому судовому процесі, спрямованому на скасування Закону про захист пацієнтів і доступне лікування (відомого як Obamacare) у справі Флорида та інші проти Департаменту охорони здоров'я та соціальних служб США. У позові штат Флорида та 26 інших штатів стверджували, що положення про індивідуальні повноваження ACA порушує Конституцію США.
2016 року виступила з промовою на національному з'їзді Республіканської партії, під час якої вона вигукувала «Заборони її» на адресу кандидата від Демократичної партії Гілларі Клінтон.
2018 року приєдналася до 19 інших очолюваних республіканцями штатів у судовому процесі щодо скасування заборони ACA, щоб компанії медичного страхування стягували з людей з уже наявними захворюваннями вищі внески або повністю відмовляти їм у страховому відшкодуванні.
Захищала Поправку 2, поправку 2008 року до Конституції Флориди, яка забороняє одностатеві шлюби, від юридичних претензій від імені штату. Бонді стверджувала, що ці дії не відображають її думки щодо одностатевих шлюбів, а є проявом поваги до конституції. Після стрілянини в нічному клубі в Орландо у червні 2016 року дала інтерв'ю репортеру CNN Андерсону Куперу, який сказав, що її підтримка ЛГБТ-спільноти суперечить її поглядам у минулому. Купер сказав, що Бонді «або помилилася, або не говорила правду», тоді як Бонді звинуватила Купера в розпалюванні «гніву та ненависті».
У серпні 2018 року, ще обіймаючи посаду генерального прокурора Флориди, три дні поспіль була співведучою «The Five» на Fox News, а також виступала на шоу Шона Ганніті на Fox News. Fox News стверджував, що Комісія з етики Флориди схвалила появу Бонді в програмі; однак речниця комісії спростувала це, заявивши «Темпа-Бей таймз», що комісія не ухвалювала ніякого рішення і головний юрисконсульт комісії не визначав, чи це є порушенням Етичного кодексу Флориди. Газета назвала це «безпрецедентним» для чинного обраного чиновника вести телешоу.

### Суперечки щодо збору коштів
Починаючи з 2010 року зв'язок Бонді з саєнтологією та численні збори коштів, які багаті саєнтологи організували для політичних кампаній Бонді, спровокували суперечки. Вона виправдовувала цей зв'язок та свої виступи перед провідними саєнтологами, стверджуючи, що вони хочуть допомогти їй боротися з торгівлею людьми.
2011 року тиснула на двох адвокатів, щоб вони пішли у відставку. У межах своїх повноважень у відділі боротьби з економічною злочинністю Флориди вони розслідували скандал з робопідписами Lender Processing Services (нині Black Knight), компанії з надання фінансових послуг. Після відставки Бонді отримала внески до передвиборчої кампанії від Lender Processing Services, хоча вона заперечувала будь-які quid pro quo.
2013 року переконала губернатора Ріка Скотта відкласти заплановану страту, оскільки вона збігалася з заходом зі збору коштів. У ЗМІ це викликало запитання і Бонді перепросила за перенесення дати.

#### Внески Трампа
2013 року зазнала критики після фінансування Дональдом Трампом її передвиборчої кампанії. До того отримала щонайменше 22 скарги щодо шахрайства компанії Trump University. Прессекретар Бонді оголосила, що її офіс розглядає можливість приєднатися до позову, ініційованого генеральним прокурором Нью-Йорка Еріком Шнайдерманом, щодо потенційних звинувачень у податковому шахрайстві проти компанії. Через чотири дні комітет політичних дій «And Justice for All», створений Бонді для підтримки її переобрання, отримав пожертву в розмірі 25 000 доларів США від Фонду Дональда Дж. Трампа. Згодом Бонді відмовилася приєднатися до позову проти Trump University. Бонді і Трамп відстоювали доречність пожертви.
2016 року після подання скарги організацією Громадяни за відповідальність та етику у Вашингтоні до Служби внутрішніх доходів щодо пожертви, Фонд Трампа заявив, що це було зроблено помилковою: вони мали намір пожертвувати непов'язаній з Бонді неприбутковій організації «Justice for All» з Канзасу. У червні 2016 року Бонді зіткнулася з новою хвилею критики з цього приводу, її представник заявив, що Бонді зробила фінансовий запит до Трампа за кілька тижнів до того, як її офіс оголосив про можливість приєднатися до позову. 14 березня 2016 року Бонді підтримала Трампа на праймеріз президентських виборів від республіканців у Флориді у 2016 році, сказавши, що вона товаришувала з ним багато років. У червні 2016 року речник губернатора Ріка Скотта заявив, що комісія з етики штату розглядає це питання.
У вересні 2016 року Служба внутрішніх доходів визначила, що пожертва Бонді порушує закони проти політичних внесків некомерційних організацій, і призначила штраф Трампу. Хоча Бонді, чи комітет не були оштрафовані чи притягнені до кримінальної відповідальності. У листопаді 2019 року суд штату Нью-Йорк зобов'язав Трампа закрити фонд і виплатити 2 мільйони доларів компенсації за його нецільове використання, включно з незаконною пожертвою Бонді.
2021 року «Дейлі біст» повідомила, що отримала записи про незаконні внески Трампа Бонді, які свідчать про те, що організація Трампа знала, що гроші направлялися саме комітету політичних дій у Флориді. Серед записів електронний лист серпня 2013 року від фінансового директора кампанії Бонді Дебори Ремсі Александер до виконавчого помічника Трампа Рони Графф. Представник організації Громадяни за відповідальність та етику у Вашингтоні назвав ці документи «димливою рушницею», припускаючи, що звинувачення правдиві.

## Подальша карʼєра
2019 року, після складання повноважень генерального прокурора Флориди, почала працювати зареєстрованим іноземним агентом уряду Катару. У листопаді 2019 року адміністрація Трампа найняла її для допомоги Білому дому у першій процедури імпічменту Трампа, отримавши спеціальний статус державного службовця, що дозволило їй одночасно працювати на уряд і в арабському лобі. Наступного місяця її позицію описали як «атаку на процес» розслідування щодо імпічменту. 17 січня 2020 року ввійшла до команди захисту Трампа в процесі імпічменту в Сенаті.
Під час процесу імпічменту Бонді висунула звинувачення, що колишній віцепрезидент Джо Байден і його син Гантер були причетні до корупції в Україні, що випливає з посади молодшого Байдена в правлінні Burisma Holdings. Також було виявлено, що Лев Парнас, бізнесмен, який має тісні зв'язки з Руді Джуліані та Україною, мав кілька зустрічей з Бонді у 2018 році, коли вона була генеральним прокурором Флориди, і після її залишення посади у 2019 році. 2019 року Парнас заарештований і звинувачений у незаконному переведенні іноземних грошей від українців і росіян політикам-республіканцям, зокрема у Флориді, де він жив.
Бонді виступила на підтримку Трампа на Національному з'їзді Республіканської партії 2020 року. Під час підрахунку бюлетенів на президентських виборах у США 2020 року Бонді підтримала твердження Трампа про те, що в Джорджії, Пенсільванії та Вісконсині відбулося масштабне виборче шахрайство.
5 листопада 2020 року під час виступу на Fox News ведучий Стів Дусі закликав Бонді надати докази своїх заяв про шахрайство, але вона відмовилася. Пізніше Бонді заявила, що Трамп виграв в Пенсільванію, попри на те, що голоси там ще підраховувалися, а його опонент Джо Байден зрештою там виграв.
Під час наступної сесії кульгавої качки Трамп призначив Бонді членом опікунської ради Центру виконавських мистецтв Джона Ф. Кеннеді. «Палм-Біч пост» назвала це призначення нагородою за її лояльність Трампу.
До 2024 року очолювала юридичне відділення некомерційної організації America First Policy Institute, яка планувала політику для можливого другого президентства Трампа. Вона працювала над подачею позовів щодо голосування у хитких штатах.

## Кандидатура генерального прокурора США
21 листопада 2024 року обраний президент Трамп оголосив, що її висунуть на посаду генерального прокурора США після зняття кандидатури Метта Ґейца.

## Особисте життя
Має італійське походження, її коріння походять з Кампанії, Італія. 1990 року вийшла заміж за Гаррета Барнса. Пара розлучилася після 22 місяців шлюбу. У 1996—2002 роках була одружена зі Скоттом Фіцджеральдом. 2012 року заручилася з Грегом Гендерсоном.